# Jean-Pierre Chrétien
Jean-Pierre Chrétien, nascido em 18 de setembro de 1937, em Lille. É um historiador francês, especialista em Grandes Lagos Africanos .

## Biografia
Jean-Pierre Chrétien é professor licenciado de história, lecionando no liceu de Rouen, depois na École Normale Supérieure du Burundi ( Unesco ) no período de 1964 até 1968 e, posteriormente, na Universidade Lille III de 1969 a 1972. No âmbito das pesquisas, foi bolsista de pesquisa e depois diretor dos estudos em história africana no CNRS de 1973 até à sua reforma em 2003. Durante parte desse período, de 1986 a 2001, dirigiu o laboratório da Universidade de Paris I. "Mutações africanas a longo prazo” (Mald) , que foi icorpordo ao Centro para o Estudo dos Mundos Africanos (CEMAf) em 2006. É também um dos fundadores da revista Africa and History  .
Por ser especialista nos Grandes Lagos Africanos, que inicialmente estudou através do Burundi, Jean-Pierre Chrétien acompanhou especialmente os acontecimentos em Ruanda . Duas obras destacaram esse interesse, O Desafio do Etnicismo e A Mídia do Genocídio . O último estudo coletivo, dirigido e também realizado com o  Repórteres Sem Fronteiras, foi feito a pedido da UNESCO, cujo conselho executivo "manifestou a sua preocupação com a utilização abusiva dos meios de comunicação de massa com vista ao incitamento direto e público ao genocídio"»  . Seu livro O Desafio do Etnicismo reúne palestras que proferiu sobre o tema principal que Jean-Pierre Chrétien tentou desenvolver referente às populações de Ruanda e do Burundi, entre 1990 a 1996 . Questionava a análise étnica determinada destas sociedades. Ele argumenta, ao contrário de outros pesquisadores, que o que era considerado como grupos étnicos não corresponderia a esta definição e seria apenas a projeção dos valores dos colonizadores sobre esses países. 
Foi perito no Tribunal Penal Internacional para Ruanda, sendo abordado por outros tribunais:
- a comissão de inquérito senatorial belga (1997);
- a Missão Parlamentar de Informação sobre Ruanda da Assembleia Nacional Francesa (1998);
- o Grupo de Trabalho da Organização da Unidade Africana (1999);

Em uma entrevista concedida à revista Jeune Afrique, ele declarou-se como um ativista da curiosidade que deveria ser levada para África  . Em outro artigo, ele se concentra em “salientar os problemas dos 'usos públicos da história" afim de questionar tanto a responsabilidade como a posição do pesquisador frente às crises contemporâneas (por exemplo, o genocídio dos tutsis no Ruanda) e o seu papel na influência dos principais debates sobre a memória das crises do passado (por exemplo, a Shoah ou a escravidão dos negros)  . Portanto, a partir do seus temas de investigação, é perceptível o quanto o debate histórico e político está presente; vide as pesquisas do caso de Ruanda.
Participou na Comissão de Inquérito ao Cidadão em 2004, por ser próximo a associação criadora Survie (Sobrevivência, traduzido do francês) . Ele também foi membro do Comitê de Vigilância em relação aos usos públicos da história  .

## Debates e polêmicas em torno de sua obra
Parte de seus trabalhos foram elogiados por seus colegas historiadores, como sua obra Os Grandes Lagos da África - Dois Mil Anos de História (2000) que o historiador Gérard Prunier resenha como "uma soma" em um campo até então pouco abordado.  . Outros não foram bem aceitos por alguns colegas acadêmicos.

### Polêmica em torno de “a escola burundesa-francesa»
No ano de 1990, René Lemarchand (professor de antropologia e especializado em Ruanda e Burundi) criticou negativamente o trabalho de J. -P. Chrétien e outros pesquisadores, André Guichaoua e Gabriel Le Jeune assimilados à uma  escola histórica "Burundi-Francesa". Lemarchand descreve que o problema com suas pesquisas   :

nunca se sabe bem onde acaba a argumentação e começa a análise científica; onde começa a exortação, a vingança ou a afirmação gratuita (...) e onde começa o discurso do historiador-político.
J. -P. o respondeu  e as controvérsia e disputas marcaram a comunidade de historiadores que estudam a África Oriental e a região dos Grandes Lagos * . Alain Ricard, especializado em literatura africana e diretor da revista Politique Africaine, disserta em 1994 que:
"No Canadá, surgiu uma polémica em torno de uma pretensa escola de história burundiano-francesa, que contesta as obras francesas pela sua aparente conformidade com as ideologias no poder em Bujumbura. Estas acusações injustas chamaram a atenção para o incidental e para os riscos de trabalhar demasiado sozinho numa frente tão exposta. O essencial continua a ser o notável trabalho histórico de J.-P. Chrétien, cuja obra é um testemunho que nos permite ler hoje a história do Burundi e, em parte, a história do Ruanda. Já em 1972, o termo genocídio foi utilizado para descrever os massacres de hutus no Burundi por Jean-Pierre Chrétien" .
Posteriormente, Lemarchand continuou a utilizar o trabalho de Chrétien, embora sendo fortemente critico 

### O genocídio tutsi em Ruanda
Segundo Chrétien, as ideias coloniais relativas à etnicidade em Ruanda influenciaram fortemente as tendências da análise do conflito e genocídio dos tutsis em Ruanda pelas autoridades francesas  . Por questionar fortemente estas análises, Jean-Pierre gerou revolta de jornalistas, em especial Pierre Péan, e de historiadores que discordam das suas interpretações sobre o ocorrido  . Em seus trabalhos, o Sr. Chrétien defendeu a tese da premeditação do genocídio e criticou, com veemência, o Presidente Juvénal Habyarimana e o seu regime durante o período.
Debates além do âmbito político também ocorreram entre o historiador aqui elucidado e outros especialistas na África dos Grandes Lagos, que dizem respeito de avaliações divergentes da história da população desta região.
Em 1995, Jean-Pierre Chrétien foi apelidado de “ historiador profissional e etnólogo amador » pelo Club de l'horloge (Clock Club ou clube do relógio)  . As críticas ao Clock Club foram feitas por Bernard Lugan, que acusa o Sr. Chrétien por equiparar os grupos étnicos ruandesas a grupos sócio profissionais, e ainda o acusa de confundir ativismo pró-tutsi com pesquisa histórica  .
Para Jean-Pierre, estas críticas desprezam as suas observações  . Considera que a situação na região dos Grandes Lagos apresenta uma característica de “etnia particular”  , a qual só pode ser esquematizada pela história. A categoria anterior não deve ser interpretada apenas como um dado intemporal, mas sim entendida no seu desenvolvimento e progressão cronológica  . Para ele a região dos Grandes Lagos está “Longe de abranger uma identidade cultural específica, a etnicidade corresponde tradicionalmente a um fenómeno social de identidade hereditária (criadores versus agricultores). Mas esta concepção equivocada deu lugar a uma percepção “racial” categórica que se cristalizou muito rapidamente, em poucas décadas. Na década de 1960, acredito que o termo etnia ainda não era utilizado". Logo, segundo o autor, esta evolução que levou à atual divisão em Ruanda entre tutsis e hutus foi criada, e com grande responsabilidade, pela colonização que racializou as diferenças sociais anteriores.
Para o historiador, todavia, a obra de Bernard Lugan é “excessiva e marginal” . Nota, com outros, o racismo explícito , os erros históricos , a constituição tendenciosa de um corpus fortemente embasado em fontes coloniais * e refuta a ideia atribuída a Lugan de uma África marcada por uma “ordem natural” aquém da história e organizada por conceitos de raça e etnia imutáveis  .
O trabalho de Chrétien sobre os Grandes Lagos e as raízes do genocídio tutsi também receberam traduções e recepções internacionais. Alguns foram traduzidos para o inglês e elogiados em revistas científicas, que destacaram em suas críticas a sua contribuição para a história da região e para a compreensão das eras colonial e pós-colonial  ou realçaram as suas qualidades de um grande sintetizador  .
Filip Reyntjens (especialista do ICTR ) formula, por outro lado, críticas científicas e evoca uma subestimação das divisões étnicas por parte de JP. Enquanto, para Chrétien, estas divisões foram idealizadas, pelo menos em Ruanda e no Burundi, pelo colonizador belga, para o Sr. Reyntjens, os conceitos só foram amplificados com a ocupação colonial  . As controvérsias entre MM. Reyntjens e Chrétien aumentaram após o genocídio dos tutsi, notavelmente no ano de 1995 na revista Esprit  . Dez anos mais tarde, o ensaísta Pierre Péan utilizou os estudos de Reyntjens para acusar J.P Chrétien de ser responsável pelo genocídio dos Tutsis  .
O jornalista camaronês Charles Onana critica-o por ter condenado inocentes no TPIR, bem como por ter uma atitude de ativista tendenciosa e  contrária ao de um investigador. Ele também o critica por não ter doutorado nem DEA em história  .

### Críticas ao Afrocentrismo
Em 2000, participou, em conjunto com outros investigadores franceses na publicação de análises críticas dos métodos e objetos dos defensores das chamadas teorias “ afrocêntricas ”  . Ele acabou por atrair polêmicas com Théophile Obenga, acadêmico africano que dá continuidade às teses afrocentristas de Cheikh Anta Diop sobre a origem subsaariana da Egito Antigo. Em um panfleto  e em diversas entrevistas , ele o descreve como um pesquisador “africanista eurocêntrico e racista”  .

## Publicações
- Ruanda, a mídia do genocídio, Paris, Karthala, 2000 ( 1 ed. 1995)
- com Raymond Verdier e Emmanuel Decaux, Ruanda. Um Genocídio do Século XX, Paris, L'Harmattan, 1995, 262 p.
- O desafio da etnia : Ruanda e Burundi, 1990-1996, Paris, Karthala, 1997
- com Jean-Louis Triaud (dir.), História da África. Problemas de memória, Paris, Karthala, 1999
- Os Grandes Lagos de África. Dois mil anos de história , Paris, Aubier, 2000 (coll. “Champs histoire”, 2011)
- com François-Xavier Fauvelle-Aymar e Claude-Hélène Perrot (dir.), Afrocentrismos. A história dos africanos entre o Egito e a América, Paris, Karthala, 2000, 406 p.
- com Melchior Mukuri, Burundi, a divisão de identidade. Lógicas da violência e certezas “étnicas”, Paris, Karthala, 2002
- com Gérard Prunier (dir.), Grupos étnicos têm uma história, Paris, Karthala, 2003
- (dir.), África de Sarkozy : uma negação da história (com contribuições de Jean-François Bayart, Achille Mbembe, Pierre Boilley, Ibrahima Thioub ), Paris, Karthala, 2008
- com Marcel Kabanda, Ruanda, racismo e genocídio. Ideologia camítica, Paris, Bélin, 2013
- Gitega, capital do Burundi. Uma cidade do Velho Oeste na África Oriental Alemã (1912-1916) , Paris, Karthala, 2015, 264 p.

### Condecoração e prêmios
- Chevalier da Légion d'honneur desde 13 de julho de 2019[32].

- Grande prêmio do Rendez-vous de l’histoire 2000.
- Prêmio Luc-Durand-Réville da Academia de Ciências Ultramarinas 2016 para Gitega, capital do Burundi